# Zagrad (Nikšić)
Pour les articles homonymes, voir Zagrad.
Zagrad (en serbe cyrillique: Заград) est un village de l'ouest du Monténégro, dans la municipalité de Nikšić.

## Démographie

### Évolution historique de la population[1]
| 1948 | 1953 | 1961 | 1971 | 1981 | 1991 | 2003 |
| ---- | ---- | ---- | ---- | ---- | ---- | ---- |
| 436  | 546  | 594  | 590  | 550  | 508  | 428  |